# 陶红兰
陶红兰 （1971年7月23日—），女性，京族，越共党员，海阳省金城县三岐社人，越南政治人物。

## 人物经历
1995年8月，陶红兰调入越南劳动荣军社会部社保司任职，期间于2001年加入越南共产党，其后长期在该部任职，曾任社保司副司长、部办公厅主任等职；2014年，获政府总理阮晋勇任命为劳动荣军社会部副部长。
2018年3月，陶红兰空降至北宁省，任该省党委副书记。2020年9月25日，当选为第二十届越共北宁省委书记，成为北宁省1997年重设后首位女性省委书记。并在翌年的越共十三大上当选为中央委员。
2022年7月15日，陶红兰接替因越亞醜聞被立案审查的阮青龙出任越南卫生部党组书记，并代理部长一职。同年10月22日，转正成为越南卫生部部长。